# Mr. Brooks
Mr. Brooks er en thriller instrueret af Bruce A. Evans. Af medvirkende kan nævnes Kevin Costner, Demi Moore og William Hurt.

## Medvirkende
| Skuespiller           | Rolle                 |
| --------------------- | --------------------- |
| Kevin Costner         | Earl Brooks           |
| William Hurt          | Marshall              |
| Demi Moore            | Detektiv Tracy Atwood |
| Dane Cook             | Mr. Smith/Mr. Bafford |
| Marg Helgenberger     | Emma Brooks           |
| Danielle Panabaker    | Jane Brooks           |
| Traci Dinwiddie       | Sarah Leaves          |
| Matt Schulze          | Meeks                 |
| Jason Lewis           | Jesse Vialo           |
| Reiko Aylesworth      | Sheila                |
| Ruben Santiago-Hudson | Hawkins               |
| Lindsay Crouse        | Captain Lister        |

## Trivia
- Selvom handlingen foregår i Oregon, er filmen optaget in Shreveport i Louisiana.

## Eksterne Henvisninger
- Mr. Brooks på Internet Movie Database (engelsk)
- Mr. Brooks på Filmdatabasen
- Mr. Brooks på Scope
- Mr. Brooks i Svensk Filmdatabas (svensk)
- Mr. Brooks på AlloCiné (fransk)
- Mr. Brooks på MovieMeter (nederlandsk)
- Mr. Brooks på AllMovie (engelsk)
- Mr. Brooks hos American Film Institute (engelsk)
- Mr. Brooks på Turner Classic Movies (engelsk)
- Mr. Brooks på The Movie Database (engelsk)